# Монолітос
Замок Монолітос (грецька: Μονόλιθος)  — замок на острові Родос, Греція, розташований в гірській місцевості на висоті 236 м. над рівнем моря за 3 км. від села Монолітос, та за 69,5 км від міста Родос.

## Історія

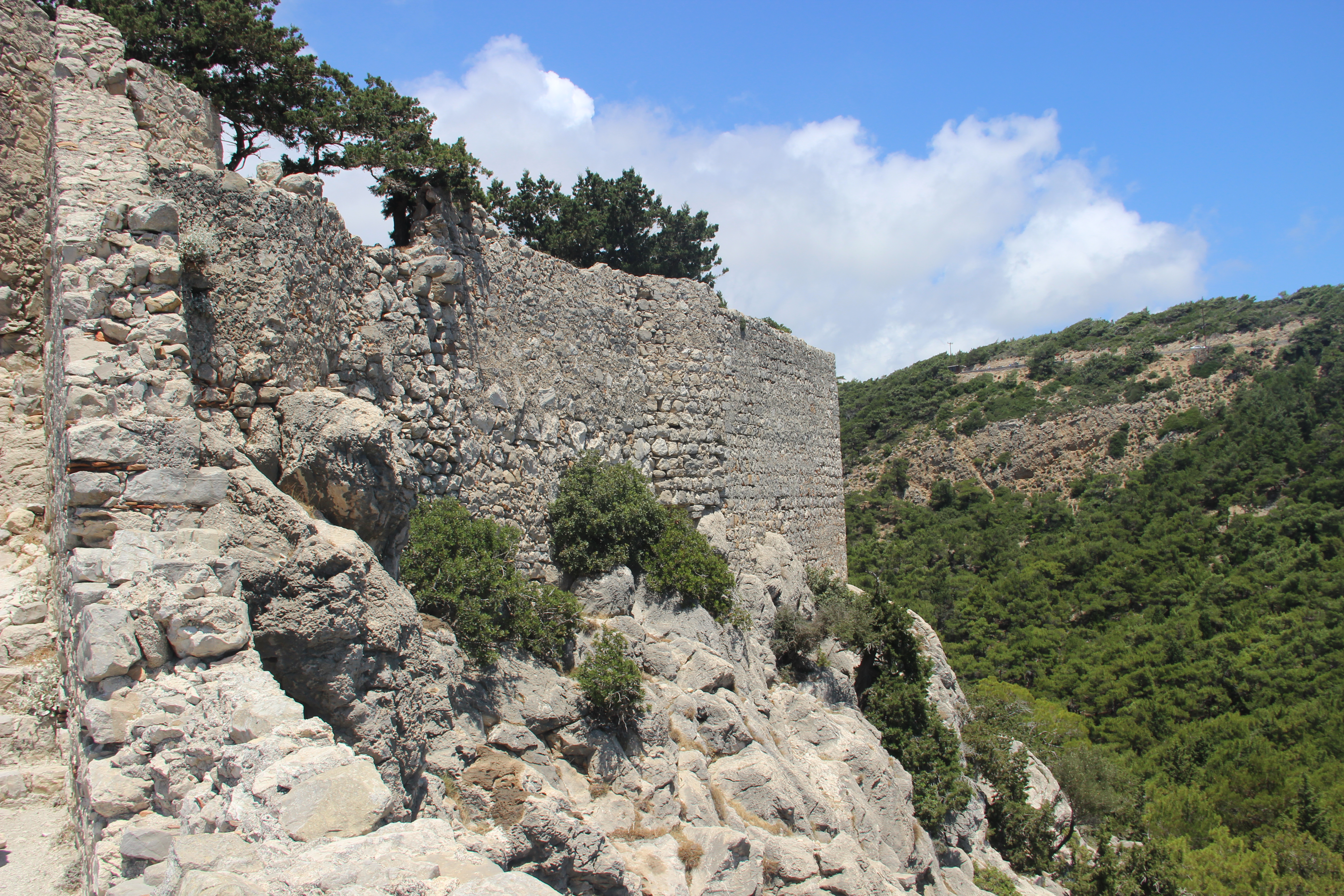
Стіни замку

На скелі поблизу села Монолітос (о. Родос), де зараз розташовано замок була сторожова вежа, яку потім замінив візантійський замок. За наказом П'єра д'Обюссона - великого магістра ордену госпітальєрів, які заволоділи островом у 1309 році, на фундаменті попередніх оборонних споруд  у 1476 році  реконструйовано замок, який завдяки стратегічному розташуванню став одним з найважливіших укріплень острова.
Зовнішні стіни замку добре збережені, є кілька резервуарів для води та залишки квадратної вежі, яка захищала вхід, а також розташовані дві каплиці XV століття, присвячені святому Пантелеймону та святому Юрію. Укріплення мають неправильну форму та вміщують площу  3500 кв. м, а  периметр стін складає  250 м.
В 1522 році острів захопили османи та всі укріплення госпітальєрів на острові були передані переможцям.
Докладніше: Облога Родоса (1522)

## Див також
- Родоський замок
- Фортеця Фераклос